# La Cité défendue

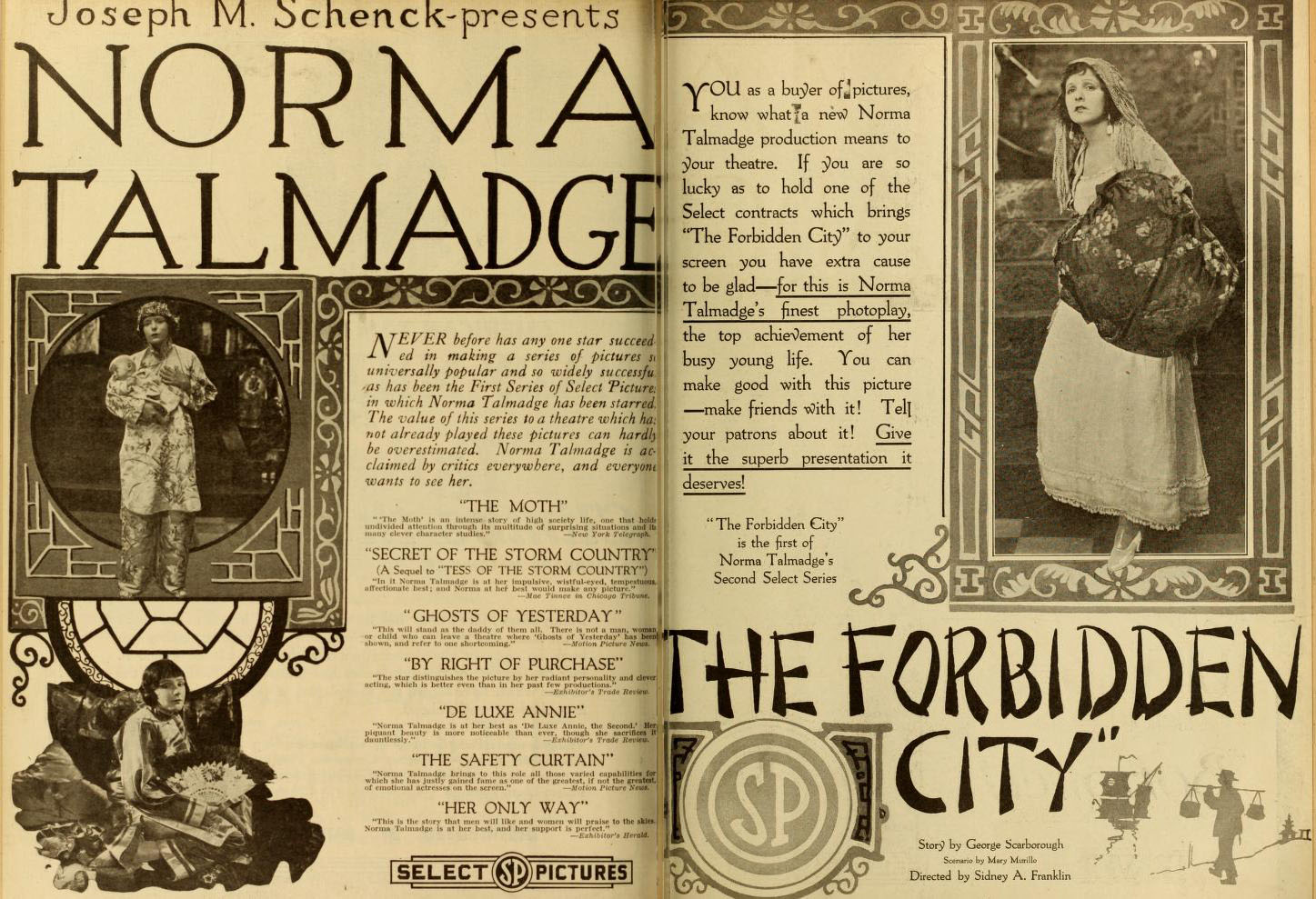
Annonce du film dans le magazine Moving Picture World.

 La Cité défendue (The Forbidden City) est un film américain réalisé par Sidney Franklin et sorti en 1918.

## Synopsis
L'intrigue est centrée sur une histoire d'amour interraciale entre une princesse chinoise et un américain. Lorsque les fonctionnaires du palais découvrent qu'elle est tombée enceinte, elle est condamnée à mort. Dans la dernière partie du film, la fille de ce couple, désormais adulte, cherche son père aux Philippines.

## Fiche technique
- Réalisation : Sidney Franklin
- Scénario : Mary Murillo d'après une histoire de George Scarborough
- Producteur : Joseph M. Schenck
- Photographie : H. Lyman Broening, Edward Wynard
- Genre : Drame[1]
- Société de production : Selznick Pictures
- Distributeur : Select Pictures Corporation
- Durée : 62 minutes
- Date de sortie : 6 octobre 1918

## Distribution
- Norma Talmadge : San San / Toy
- Thomas Meighan : John Worden
- E. Alyn Warren : Wong Li
- Michael Rayle : Mandarin
- L. Rogers Lytton : l'Empereur chinois
- Reid Hamilton : Lieutenant Philip Halbert
- Charles Fang : Yuan-Loo